# 韩国陆军第8机械化步兵师
第8机械化步兵师（韩语：／）是韓國陸軍的一个战斗单位。

## 历史
该师最初由第10、16和21团组成。第16步兵团最初于1948年10月28日在马山组建，最初由朴世昌中校指挥。 
第8步兵师于1949年6月20日在江陵完成组建，最初由李亨坤将军指挥。该单位最初由第10和第21步兵团组成。
组建后，第8师在三八线附近驻扎。

### 朝鲜战争
在首尔第一次沦陷后，该师成为了第一军的一部分。成为阻挡朝鲜军队从首尔向大田推进的防线的一部分，并参加了釜山周边之战。 
该师也曾支援美国第8军向中国边境推进，第24师和附属的英国第27旅向清川进发；而韩国第1师的韩国第2军向右推进。10月23日夜间，第8师向东到达平壤以北40英里的德川，然后向北移动，两天后抵达距离德川约10英里的清川江上的古江洞。在中国人民志愿军入朝后，志愿军在1950年10月31日的温井战斗中摧毁了第16步兵团的防线。 
在接连遭受志愿军打击后，该师是被美军判断为“需要大量时间休整以恢复战斗力的支离破碎的单位”的五个盟军编队（包括韩国第 6、7和第8师）之一。

## 现在的配置
2011年12月1日，第8步兵师完成向机械化步兵的转换；目前是美国和韩国联合师的一部分，在战时接受美国陆军第2步兵师的指挥。2016年12月1日，第8机械化步兵师从第5军调入第7军，为日后的重组做准备。2018年11月30日，第8机械化步兵师并入第26机械化步兵师。虽然第8师保留了它的名字，但它原来的下属部队要么被解散，要么被替换。
- 师部直属：
  - 工兵营
  - 情报营
  - 支援营
  - 装甲侦察营
  - 医疗大队
  - 信号营
  - 防空大队
  - 宪兵营
  - 补充兵员连
  - 师直属连
- 第60机械化步兵旅（原属第20机械化步兵师）
- 第73机械化步兵旅（原隶属于第26机械化步兵师）
- 师炮兵旅
- 第1装甲机械化旅（原名骑兵旅，原首都机械化步兵师）